# Twierdzenie Leibniza (o różniczkowaniu pod znakiem całki)
Twierdzenie Leibniza albo Leibniza o różniczkowaniu pod znakiem całki zwane często regułą Leibniza – twierdzenie mówiące o różniczkowaniu funkcji danej jako całka z parametrem.

## Reguła Leibniza

### Wersja I – analiza klasyczna
Niech {\displaystyle f(x,y)} będzie funkcją {\displaystyle f\colon [a,b]\times [c,d]\ni (x,y)\mapsto \mathbb {R} } załóżmy, że {\displaystyle f} jest funkcją ciągła oraz że ma ona ciągłą pochodną cząstkową {\displaystyle f'_{y}={\frac {\partial f}{\partial y}}} na całej swojej dziedzinie.
Dla {\displaystyle y\in (c,d)} określmy {\displaystyle I(y)=\int \limits _{a}^{b}f(x,y)\mathrm {d} x.} Wówczas funkcja {\displaystyle I(y)} jest różniczkowalna oraz dla każdego {\displaystyle y\in (c,d)} spełniony jest wzór:
{\displaystyle I'(y)=\int \limits _{a}^{b}f'_{y}(x,y)\mathrm {d} x.}
Ogólniej, zakładając że dla każdego {\displaystyle y} funkcja jest ciągła na przedziale {\displaystyle [a(x),b(x)],} gdzie funkcje {\displaystyle a,b} są ciągle różniczkowalne, mamy:
{\displaystyle {\frac {\mathrm {d} }{\mathrm {d} y}}\int \limits _{a(y)}^{b(y)}\,f(x,y)\mathrm {d} x=\int \limits _{a(y)}^{b(y)}f'_{y}(x,y)\mathrm {d} x+f(b(y),y)b'(y)-f(a(y),y)a'(y).}

### Wersja II – teoria miary
Niech {\displaystyle X} będzie otwartym podzbiorem {\displaystyle \mathbb {R} ,} oraz {\displaystyle (\Omega ,{\mathcal {F}},\mu )} będzie przestrzenią mierzalną. Załóżmy, że {\displaystyle f\colon X\times \Omega \mapsto \mathbb {R} } spełnia poniższe warunki:
(1) {\displaystyle f(x,\omega )} jest dla każdego {\displaystyle x\in X} funkcją całkowalną względem {\displaystyle \omega .}
(2) Dla każdego {\displaystyle x\in X} pochodna {\displaystyle f_{x}} istnieje {\displaystyle \mu }-p.w.
(3) Istnieje całkowalna funkcja {\displaystyle \theta \colon \Omega \mapsto \mathbb {R} } dla której {\displaystyle |f_{x}(x,\omega )|\leqslant \theta (\omega )\quad \forall x\in X.}
Wtedy dla każdego {\displaystyle x\in X}
{\displaystyle {\frac {\mathrm {d} }{\mathrm {d} x}}\int _{\Omega }\,f(x,\omega )\mu \{\mathrm {d} \omega \}=\int _{\Omega }\,f_{x}(x,\omega )\mu \{\mathrm {d} \omega \}.}

## Dowód
Zauważmy, że iloraz różnicowy funkcji I dany jest przez
{\displaystyle {\frac {I(y+h)-I(y)}{h}}={\frac {\int _{a}^{b}f(x,y+h)\,dx-\int _{a}^{b}f(x,y)\,dx}{h}}=\int _{a}^{b}{\frac {f(x,y+h)-f(x,y)}{h}}\,dx,}
(pamiętajmy, że całka jest operatorem liniowym). Teraz,
{\displaystyle I'(y)=\lim _{h\to 0}{\frac {I(y+h)-I(y)}{h}}=\lim _{h\to 0}\int _{a}^{b}{\frac {f(x,y+h)-f(x,y)}{h}}\,dx.}
W związku z powyższym pozostaje kwestia, czy możemy przejść z granicą pod całkę.

### Wersja I
Zauważmy, że funkcja określona jest na zbiorze domkniętym i ograniczonym, co w {\displaystyle \mathbb {R} ^{n}} jest jednoznaczne ze zwartością zbioru. Z założenia istnienia pochodnej cząstkowej dla każdego ciągu {\displaystyle (a_{n})\to 0} zachodzi zbieżność punktowa {\displaystyle \lim _{n\to \infty }{\frac {f(x,y+a_{n})-f(x,y)}{a_{n}}}} dla każdego punktu. Na mocy zwartości dziedziny funkcji mamy zatem zbieżność jednostajną, co pozwala nam napisać:
{\displaystyle \lim _{n\to \infty }\int _{a}^{b}{\frac {f(x,y+a_{n})-f(x,y)}{a_{n}}}\,dx=\int _{a}^{b}\lim _{n\to \infty }{\frac {f(x,y+a_{n})-f(x,y)}{a_{n}}}\,dx=\int _{a}^{b}{\frac {\partial }{\partial y}}f(x,y)\,dx.}
Co na mocy dowolności ciągu {\displaystyle (a_{n})} oraz definicji Heinego granicy funkcji daje tezę podstawową. Weźmy teraz {\displaystyle a(y),b(y)} ciągle różniczkowalne.
{\displaystyle {\begin{aligned}I_{h}&={\frac {1}{h}}\left(\int _{a(y+h)}^{b(y+h)}\,f(x,y+h)dx-\int _{a(y)}^{b(y)}\,f(x,y)dx\right)\\&={\frac {1}{h}}\left(\int _{b(y)}^{b(y+h)}\,f(x,y+h)dx+\int _{a(y)}^{b(y)}\,f(x,y+h)dx+\int _{a(y+h)}^{a(y)}\,f(x,y+h)dx-\int _{a(y)}^{b(y)}\,f(x,y)dx\right)\\&=\int _{a(y)}^{b(y)}\,{\frac {f(x,y+h)-f(x,y)}{h}}dx+{\frac {1}{h}}\left([b(y+h)-b(y)]f(\xi _{1}^{h},y+h)-[a(y+h)-a(y)]f(\xi _{2}^{h},y+h)\right),\end{aligned}}}
gdzie ostatnia równość zachodzi na mocy twierdzenia o wartości pośredniej dla całki z funkcji ciągłej {\displaystyle \xi _{1}^{h}\in [b(y),b(y+h)]\;\xi _{2}^{h}\in [a(y),a(y+h)].} Zatem biorąc granicę, i korzystając z podstawowej wersji twierdzenia mamy:
{\displaystyle {\begin{aligned}\lim _{h\to 0}I_{h}&=\lim _{h\to 0}\int _{a(y)}^{b(y)}\,{\frac {f(x,y+h)-f(x,y)}{h}}dx+f(b(y),y)\lim _{h\to 0}{\frac {b(y+h)-b(y)}{h}}-f(a(y),y)\lim _{h\to 0}{\frac {[a(y+h)-a(y)}{h}}\\&=\int \limits _{a(y)}^{b(y)}f'_{y}(x,y)\mathrm {d} x+f(b(y),y)b'(y)-f(a(y),y)a'(y).\end{aligned}}}
Przy czym z ciągłości f mamy {\displaystyle \xi _{1}^{h}\to b(x)\;\xi _{2}^{h}\to a(x).}

### Wersja II
Korzystając z twierdzenia Lebesgue’a o zbieżności ograniczonej dla dowolnego ciągu dążącego do zera, oraz stosując definicję Heinego granicy funkcji jak powyżej otrzymujemy:
{\displaystyle I'(y)=\int _{a}^{b}\lim _{h\to 0}{\frac {f(x,y+h)-f(x,y)}{h}}\,dx=\int _{a}^{b}{\frac {\partial }{\partial y}}f(x,y)\,dx.}